# Amortisseur de lacet

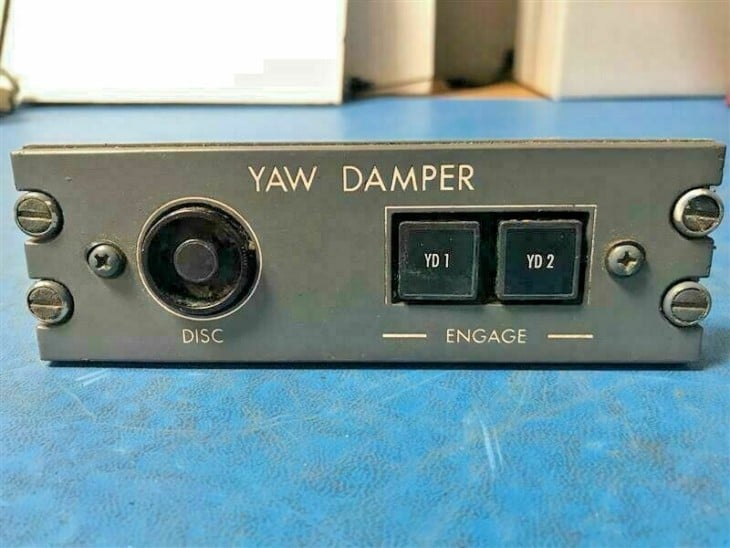
Système de contrôle de l'amortisseur de lacet, "Yaw Damper" en anglais.

Un amortisseur de lacet (Yaw damper en anglais) est un système utilisé pour réduire (ou amortir) les tendances indésirables d'un avion à osciller dans un mouvement répétitif de roulis et de lacet, un phénomène connu sous le nom de roulis hollandais. Un grand nombre d'avions modernes, à la fois à réaction et à hélice, sont équipés de tels systèmes.
L'utilisation d'un amortisseur de lacet offre une qualité de conduite supérieure en empêchant automatiquement les oscillations de lacet et de roulis inconfortables, et réduit la charge de travail du pilote. Sur certains aéronefs, il est obligatoire que l'amortisseur de lacet soit opérationnel à tout moment pendant le vol au-dessus d'une altitude spécifiée ; plusieurs avions de ligne ne peuvent être considérés comme sûr lors d'un vol sans amortisseur de lacet actif.

## Conception
Le système d'amortisseur de lacet se compose d'une série d'accéléromètres et de capteurs qui surveillent la vitesse de lacet de l'aéronef ; ceux-ci sont interconnectés électroniquement à un ordinateur de vol qui traite ces entrées et commande automatiquement les actionneurs connectés au gouvernail. Dans les faits, ces actions s'apparentent aux mouvements des pédales de gouvernail du pilote, sauf que ceux-ci sont automatisés. Les mouvements de la gouverne de direction produits par l'amortisseur de lacet agissent pour calmer l'avion, aidant l'équipage de conduite à maintenir un vol stable. Le but primordial de l'amortisseur de lacet est de rendre un aéronef plus facile à piloter en éliminant la nécessité pour le pilote d'agir activement contre de telles tendances. Un amortisseur de lacet efficace peut supprimer la nécessité pour un pilote d'agir avec les pédales de gouvernail pendant les virages sur une gamme d'aéronefs, y compris ceux à réaction. Certains avions, tels que les avions de ligne Boeing 727 et Vickers VC10, sont équipés de plusieurs systèmes d'amortissement de lacet car leur fonctionnement a été jugé essentiel pour la sécurité des vols.
Malgré ce que son nom peut impliquer, l'amortisseur de lacet n'inhibe ni ne réduit le lacet intentionnel (par exemple commandé par le pilote), car cela interférerait avec les virages conventionnels et autres manœuvres courantes qu'un aéronef serait censé effectuer. Le système est plutôt destiné à contrecarrer les mouvements de lacet accidentels et non dirigés, qui peuvent être caractérisés comme des dérapages ou des glissades,. Sur un avion monomoteur, le système est particulièrement utile pour lutter contre la tendance de la « queue de poisson », lissant les mouvements gauche-droite du stabilisateur vertical, augmentant ainsi le confort de conduite. Il est également particulièrement utile sur les aéronefs à aile en flèche, en particulier ceux utilisant un empennage en T ; sans système d'amortisseur de lacet actif, ces types d'aéronefs sont sensibles au phénomène de roulis hollandais, où les mouvements de lacet peuvent entraîner des oscillations répétitives en forme de tire-bouchon qui pourraient potentiellement atteindre des niveaux excessifs s'ils ne sont pas efficacement neutralisés.
L'amortisseur de lacet est généralement désengagé au niveau du sol et activé peu de temps après le décollage ; un amortisseur de lacet actif pendant la course au décollage pourrait masquer des problèmes graves tels qu'une panne moteur,. De même, le système est généralement désengagé avant l'atterrissage, car il pourrait inhiber le contrôle du pilote au moment critique du toucher des roues. Sur plusieurs aéronefs modernes équipés d'un amortisseur de lacet, ces systèmes s'engagent automatiquement une fois que l'aéronef a dépassé une altitude prédéfinie (par exemple 200 pieds) ; sur les avions plus anciens, cette fonction est généralement activée manuellement par l'équipage de conduite. Les pilotes habitués à piloter des aéronefs équipés d'amortisseurs de lacet doivent être particulièrement vigilants lorsqu'ils passent à des aéronefs dépourvus de tels systèmes. Il est devenu courant que de tels systèmes soient interfacés avec d'autres éléments de l'avionique, ce qui lui permet de fonctionner en lien avec d'autres fonctions telles que le pilote automatique. La fonctionnalité de l'amortisseur de lacet peut être facilement simulée par divers progiciels, tels que Matlab.

## Voir également
- Dynamique de vol (en)